# Льєрг
Льєрг, Льєрґ (фр. Liergues) — колишній муніципалітет у Франції, у регіоні Овернь-Рона-Альпи, департамент Рона. Населення — 1889 осіб (2011).
Муніципалітет був розташований на відстані близько 370 км на південний схід від Парижа, 27 км на північний захід від Ліона.

## Історія
До 2015 року муніципалітет перебував у складі регіону Рона-Альпи. Від 1 січня 2016 року належав до нового об'єднаного регіону Овернь-Рона-Альпи.
1 січня 2017 року Льєрг і Пуї-ле-Моньяль було об'єднано в новий муніципалітет Порт-де-П'єрр-Доре.

## Демографія
Динаміка населення (INSEE ):
Розподіл населення за віком та статтю (2006):
| Стать | Всього | До 15 років | 15-24 | 25-44 | 45-64 | 65-85 | Понад 85 |
| --- | ------ | ----------- | ----- | ----- | ----- | ----- | -------- |
| Чоловіки | 850    | 183         | 121   | 249   | 204   | 89    | 4        |
| Жінки | 772    | 157         | 91    | 210   | 177   | 120   | 17       |
| \| Статево-вікова піраміда \| Статево-вікова піраміда \| Статево-вікова піраміда \| \| ----------------------- \| ----------------------- \| ----------------------- \| \| Чоловіки \| Вік \| Жінки \| \| 4 \| 85 + \| 17 \| \| 13 \| 80-84 \| 9 \| \| 27 \| 75-79 \| 22 \| \| 27 \| 70-74 \| 40 \| \| 22 \| 65-69 \| 49 \| \| 22 \| 60-64 \| 31 \| \| 80 \| 55-59 \| 53 \| \| 53 \| 50-54 \| 58 \| \| 49 \| 45-49 \| 35 \| \| 62 \| 40-44 \| 58 \| \| 85 \| 35-39 \| 58 \| \| 75 \| 30-34 \| 68 \| \| 27 \| 25-29 \| 26 \| \| 73 \| 20-24 \| 43 \| \| 48 \| 15-20 \| 48 \| \| 59 \| 10-14 \| 44 \| \| 62 \| 5-9 \| 51 \| \| 62 \| 0-4 \| 62 \| |        |             |       |       |       |       |          |
| Статево-вікова піраміда |        |             |       |       |       |       |          |
| Чоловіки | Вік    | Жінки       |       |       |       |       |          |
| 4 | 85 +   | 17          |       |       |       |       |          |
| 13 | 80-84  | 9           |       |       |       |       |          |
| 27 | 75-79  | 22          |       |       |       |       |          |
| 27 | 70-74  | 40          |       |       |       |       |          |
| 22 | 65-69  | 49          |       |       |       |       |          |
| 22 | 60-64  | 31          |       |       |       |       |          |
| 80 | 55-59  | 53          |       |       |       |       |          |
| 53 | 50-54  | 58          |       |       |       |       |          |
| 49 | 45-49  | 35          |       |       |       |       |          |
| 62 | 40-44  | 58          |       |       |       |       |          |
| 85 | 35-39  | 58          |       |       |       |       |          |
| 75 | 30-34  | 68          |       |       |       |       |          |
| 27 | 25-29  | 26          |       |       |       |       |          |
| 73 | 20-24  | 43          |       |       |       |       |          |
| 48 | 15-20  | 48          |       |       |       |       |          |
| 59 | 10-14  | 44          |       |       |       |       |          |
| 62 | 5-9    | 51          |       |       |       |       |          |
| 62 | 0-4    | 62          |       |       |       |       |          |

## Економіка
2010 року серед 1224 осіб працездатного віку (15—64 років) 926 були активними, 298 — неактивними (показник активності 75,7%, у 1999 році було 67,3%). З 926 активних мешканців працювало 875 осіб (461 чоловік та 414 жінок), безробітними було 51 (28 чоловіків та 23 жінки). Серед 298 неактивних 116 осіб було учнями чи студентами, 106 — пенсіонерами, 76 були неактивними з інших причин.

У 2010 році в муніципалітеті числилось 688 оподаткованих домогосподарств, у яких проживали 1861,5 особи, медіана доходів виносила 21 926 євро на одного особоспоживача